# Shoshone (Nevada)
Shoshone ist ein gemeindefreies Gebiet westlich des Great Basin National Park am Ende der State Route 894 im White Pine County in Nevada, USA. Es ist eine ländliche Gemeinschaft in einem langgestreckten Tal mit einigen Viehfarmen im Abstand von ungefähr 1,6 bis 4,8 km. Das historische Minengelände von Minerva liegt ebenfalls in Shoshone.

## Geschichte
Das Gebiet erwachte 1869 zum Leben und in den 1880er-Jahren formten sich erste Bergarbeiterlager. 1896 war die Ortschaft groß genug um ein eigenes Postamt zu rechtfertigen. Der große Erfolg und die hohe Profitabilität der Minerva Minen, die etwas südlich lagen, hielten Shoshone lange am Leben. 1959 schloss das Postamt, nur noch wenige Menschen lebten in der Ortschaft. Viele Gebäude verblieben in Shoshone, wobei einige weitere Ruinen im naheliegenden Swallow Canyon zu finden sind.